# Seznam válek
Seznam válek uvádí některé ozbrojené konflikty známé ze světové historie. Tento seznam je řazen podle let vypuknutí konfliktu.

## Starověk
- 499 př. n. l. – 448 př. n. l. Řecko-perské války
- 494 př. n. l. – 388 př. n. l. Římsko-aequijské války
- 431 př. n. l. – 404 př. n. l. Peloponéská válka
- 343 př. n. l. – 290 př. n. l. Samnitské války
- 334 př. n. l. ,323 př. n. l. Bitva u Gráníku, Bitva u Gaugamél, Bitva u Issu, Bitva u Perské brány, Bitva u Hydaspés (Tažení Alexandra Velikého)
- 323 př. n. l. – 280 př. n. l. Války diadochů
- 264 př. n. l. – 146 př. n. l. Punské války
- 215 př. n. l. – 168 př. n. l. Makedonské války
- 112 př. n. l. – 106 př. n. l. Válka s Jugurthou
- 88 př. n. l. – 63 př. n. l. Mithridatské války
- 58 př. n. l. – 45 př. n. l. Galské války
- 9 Bitva v Teutoburském lese
- 16 Bitva na pláni Idistaviso
- 69–70 Batávské povstání
- 66–70 První židovská válka
- 132–135 Povstání Bar Kochby
- 166–180 Markomanské války
- 230–628 Římsko-perské války
- 235 Bitva na Harzhornu
- 251 Bitva u Abrittu
- 268–269 Bitva u Naissu
- 312 Bitva u Milvijského mostu
- 378 Bitva u Adrianopole
- 406 Bitva u Mohuče
- 451 Bitva na Katataunských polích
- 454 Bitva u Nedao

## Středověk
- 469 Bitva u Bolie
- 496 Bitva u Tolbiaka
- 507 Bitva u Vouillé
- 530 Bitva u Dary
- 533 Bitva u desátého milníku
- 552 Bitva u Tagin
- 552 Bitva u Asfeldu
- 554 Bitva u Casilina
- 577 Bitva u Deorhamu
- 626 dobytí Konstantinopole
- 627 Bitva u Ninive
- 631 Bitva u Wogastisburgu
- 717–718 Obléhání Konstantinopole
- 732 Bitva u Tours
- 805 Bitva u Canburgu
- 811 Bitva u Plisky
- 917 Bitva u Acheloje
- 955 Bitva na Lechu
- 1066 Bitva u Hastingsu
- 1071 Bitva u Mantzikertu
- 680–1355 Byzantsko-bulharské války
- 629–1180 Byzantsko-arabské války
- 1083–1089 Pozdní tříletá válka
- 1096–1291 Křížové výpravy do Svaté země
- 1223–1480 Mongolský vpád na Rus
- 1221 Válka Džókjú
- 1337–1453 Stoletá válka
- 1419–1434 Husitské války
- 1454–1466 Třináctiletá válka
- 1467–1477 Válka Ónin
- 1468–1478 Česko-uherské války (II. válka husitská)
- 1455–1487 Válka růží
- 1474–1477 Burgundské války
- 1494–1559 Italské války
- 1499 Švábská válka

## 16. století
- 1508–1516 Válka ligy z Cambrai
- 1516–1517 Druhá osmansko-mamlúcká válka
- 1521–1523 Válka za nezávislost Švédska
- 1538–1560 Osmansko-portugalské války
- 1546–1547 Šmalkaldská válka
- 1562–1598 Hugenotské války
- 1563–1570 Severská sedmiletá válka
- 1567–1648 Hesenská válka
- 1568–1648 Osmdesátiletá válka
- 1585–1604 Anglo-španělská válka (1585–1604)
- 1592–1598 Imdžinská válka

## 17. století
- 1609–1646 Anglo-powhatanské války
- 1611 Vpád pasovských
- 1618–1648 Třicetiletá válka
  - 1618–1620 České stavovské povstání
  - 1628–1630 Válka o dědictví mantovské
- 1625–1630 Anglicko-španělská válka
- 1636–1638 Pequotská válka
- 1639–1652 Anglická občanská válka
- 1640–1701 Irokézské války
- 1643–1645 Kieftova válka
- 1648–1653 Fronda
- 1652–1654 První anglo-nizozemská válka
- 1654–1660 Anglicko-španělská válka
- 1655 Broskvová válka
- 1659–1663 Esopské války
- 1662–1668 Portugalská restaurátorská válka
- 1663–1664 Čtvrtá rakousko-turecká válka
- 1665–1667 Druhá anglo-holandská válka
- 1667–1668 Devoluční válka
- 1672–1674 Třetí anglo-holandská válka
- 1672–1678 Francouzsko-nizozemská válka
- 1675–1676 Válka krále Filipa
- 1675–1679 Skånská válka
- 1683–1684 Válka reunií
- 1688–1697 Devítiletá válka
- 1689–1697 Válka krále Viléma

## 18. století
- 1700–1721 Severní válka
- 1701–1714 Války o dědictví španělské
- 1716–1718 Šestá rakousko-turecká válka
- 1718–1720 Válka čtverné aliance
- 1727–1729 Anglicko-španělská válka
- 1733–1735 Válka o polské následnictví
- 1739–1748 Válka o Jenkinsovo ucho
- 1740–1748 Války o rakouské dědictví
- 1756–1763 Sedmiletá válka
- 1762–1763 Anglicko-španělská válka
- 1763–1766 Pontiacovo povstání
- 1775–1783 Americká válka za nezávislost
- 1778–1779 Válka o bavorské dědictví
- 1779–1783 Anglicko-španělská válka
- 1787–1791 Osmá Rakousko-turecká válka
- 1792–1802 Francouzské revoluční války
- 1796–1808 Anglicko-španělská válka

## 19. století
- 1801–1805, 1815 Berberské války
- 1803–1815 Napoleonské války
  - 1805 Válka třetí koalice
- 1804–1813 Rusko-perská válka
- 1804–1815 První srbské povstání
- 1808–1809 Finská válka
- 1808–1814 Španělská válka za nezávislost
- 1812–1815 Britsko-americká válka
- 1813–1814 Kríkská válka
- 1815 Neapolská válka
- 1815–1817 Druhé srbské povstání
- 1815–1819 Španělsko-americké války za nezávislost
- 1817–1864 Kavkazská válka
- 1821–1830 Řecká osvobozenecká válka
- 1833–1840 První karlistická válka
- 1839–1842 První anglo-afghánská válka
- 1839–1842 První opiová válka
- 1846–1848 Mexicko-americká válka
- 1848–1849 Revoluce 1848–1849 v Rakouském císařství
- 1848–1851 Prusko-dánská válka
- 1853–1856 Krymská válka
- 1856–1860 Druhá opiová válka
- 1857–1859 Velké indické povstání
- 1859–1860 Druhá italská válka za nezávislost
- 1861–1865 Americká občanská válka
- 1864 Německo-dánská válka
- 1864–1866 První tichomořská válka
- 1866 Prusko-rakouská válka
- 1867–1871 Francouzská intervence v Mexiku
- 1868–1869 Válka Bošin
- 1870–1871 Prusko-francouzská válka
- 1877–1878 Rusko-turecká válka (1877–1878)
- 1878–1880 Druhá anglo-afghánská válka
- 1879 Britsko-zulská válka
- 1879–1883 Druhá tichomořská válka
- 1881–1899 Anglicko-súdánská válka
- 1880–1902 Búrské války
- 1884–1885 Čínsko-francouzská válka
- 1885 Afghánská krize
- 1889–1901 Boxerské povstání
- 1894–1895 První čínsko-japonská válka
- 1895–1896 První italsko-etiopská válka
- 1895–1898 Kubánská válka za nezávislost
- 1898 Španělsko-americká válka

## 20. století

### Do roku 1944
- 1902–1903 Venezuelská krize (1902–1903)
- 1902–1932 Sjednocení Saúdské Arábie
- 1903–1904 Britská expedice do Tibetu
- 1904–1905 Rusko-japonská válka
- 1904–1908 Povstání Hererů a Namaqů
- 1905 Ruská revoluce (1905)
- 1906–1909 Druhá okupace Kuby (součást Banánových válek)
- 1908–1909 Perská revoluce
- 1910–1920 Mexická revoluce
- 1911–1912 Čínská revoluce 1911
- 1911–1912 Italsko-turecká válka
- 1912–1933 Americká okupace Nikaraguy
- 1912–1913 První balkánská válka
- 1913 Druhá balkánská válka
- 1914–1918 První světová válka
- 1916–1918 Arabské povstání
- 1915–1934 Americká okupace Haiti
- 1916 Velikonoční povstání
- 1916–1924 Americká okupace Dominikánské republiky
- 1917–1922 Cukrová intervence na Kubě
- 1918 Únorová revoluce
- 1918 Říjnová revoluce
- 1918–1922 Ruská občanská válka
- 1917–1921 Ukrajinská válka za nezávislost
- 1918–1920 Finská občanská válka
- 1918–1920 Estonská válka za nezávislost
- 1918–1920 Lotyšská osvobozenecká válka
- 1918–1919 Listopadová revoluce
- 1918–1919 Velkopolské povstání
- 1918–1919 Polsko-ukrajinská válka
- 1918–1920 Maďarsko-československá válka
- 1918–1920 Sovětská válka v Osetii
- 1919 Sedmidenní válka
- 1919–1921 Polsko-sovětská válka
- 1919–1921 Irská válka za nezávislost
- 1919–1923 Řecko-turecká válka
- 1920 Polsko-litevská válka
- 1920 Sovětská invaze do Ázerbájdžánu
- 1921 Invaze Rudé armády do Gruzie
- 1921 Třetí hornoslezské povstání
- 1921 Sovětské potlačení arménského povstání
- 1921–1922 Sovětské potlačení povstání v Karélii
- 1922–1924 Irská občanská válka
- 1925–1927 Syrská revoluce (1925)
- 1926–1929 Povstání kristerů
- 1927–1950 Čínská občanská válka
- 1928–1929 Občanská válka v Afghánistánu
- 1928–1935 Válka o Gran Chaco
- 1929 Čínsko-sovětský konflikt (1929)
- 1931–1932 Japonská invaze do Mandžuska
- 1932 Brazilská konstituční revoluce
- 1932–1933 Kolumbijsko-peruánská válka
- 1934 Sovětská invaze do Sin-ťiangu
- 1934 Rakouská občanská válka
- 1935–1936 Druhá italsko-etiopská válka
- 1936–1939 Arabské povstání v Palestině
- 1936–1939 Španělská občanská válka
- 1937 Čínsko-sovětský konflikt (1937)
- 1937 Muslimské povstání v Sin-ťiangu
- 1937–1945 Druhá čínsko-japonská válka
- 1938 Sovětsko-japonské pohraniční konflikty
- 1939 Malá válka (1939)
- 1939 Italská invaze do Albánie
- 1939 Bitva u řeky Chalchyn
- 1939 Invaze do Polska
- 1939–1945 Druhá světová válka
- 1939–1940 Zimní válka
- 1940 Sovětská okupace Severní Bukoviny a Besarábie
- 1940 Sovětská invaze do Estonska
- 1940 Sovětská invaze do Lotyšska
- 1940 Sovětská invaze do Litvy
- 1941 Anglo-irácká válka
- 1941 Ekvádorsko-peruánská válka
- 1941 Sovětsko-anglická invaze do Íránu
- 1941–1945 Sovětské obsazení východní a střední Evropy
- 1941–1944 Pokračovací válka
- 1941–1945 Velká vlastenecká válka
- 1943–1949 Ukrajinská povstalecká armáda

### Od roku 1944 do 1989
- 1944 Sovětské obsazení Bulharska
- 1944–1945 Laponská válka
- 1944–1949 Řecká občanská válka
- 1944–1949 Čínská občanská válka
- 1945–1949 Indonéská válka za nezávislost
- 1944–1950 Lesní bratři
- 1944–1956 Sovětská okupce Pobaltí
- 1945 Sovětská invaze do Jižního Sachalinu
- 1945 Sovětsko-japonská válka
- 1945 Sovětská invaze do Mandžuska
- 1945 Sovětská invaze na Kurilské ostrovy
- 1946–1975 Válka v Indočíně
- 1947 Kašmírský konflikt
- 1947–1948 Občanská válka v mandátní Palestině
- 1947–1948/1949 První válka v Kašmíru
- 1948 Izraelsko-palestinský konflikt
- 1947–1949 Občanská válka v britské Palestině
- 1948–1949 První arabsko-izraelská válka
- 1948 Občanská válka v Kostarice
- 1948 Operace Polo
- 1948–1960 Komunistický odboj v Malajsii
- od 1948 Konflikt v Balúčustánu
- od 1948 Ozbrojený konflikt v Barmě
- 1950–1951 Čínská invaze do Tibetu
- 1950–1953 Korejská válka
- 1950–1967 Odvetné operace
- 1952–1960 Povstání Mau Mau
- 1953 Východoněmecké povstání
- 1953 Íránský převrat
- 1953–1959 Kubánská revoluce
- 1953–1972 Laoská občanská válka (Tajná válka)
- 1954–1962 Alžírská válka
- 1955–1972 První súdánská občanská válka
- 1956 Sinajská válka
- 1956 Maďarské povstání
- 1959 Tibetské národní povstání
- 1958–2011 Baskický konflikt
- 1959–1975 Válka ve Vietnamu
- 1960 Konžská krize
- 1960–1970 První kurdsko-irácká válka
- 1960–1996 Guatemalská občanská válka
- 1961–1990 Sandinistická revoluce
- 1961 Invaze v zátoce Sviní
- 1961–1991 Eritrejská válka za nezávislost
- 1961 Anexe Goa
- 1962 Čínsko-indická válka
- 1962 Karibská krize
- 1962–1975 Angolská válka za nezávislost
- 1962–1970 Občanská válka v Severním Jemenu
- 1962–1972 Dafárské povstání
- 1963 Konflikt v Papui
- 1964 Vojenská podpora Organizace pro osvobození Palestiny
- 1964–1979 Občanská válka v Rhodesii
- 1964 Povstání v severovýchodní Indii
- 1964 Občanská válka v Kolumbii
- 1965 Druhá Indicko-pákistánská válka
- 1966–1969 Sovětsko-čínské konflikty 1969
- 1967 Šestidenní válka
- 1967–1970 Opotřebovací válka
- 1967–1970 Nigerijská občanská válka
- 1967 Povstání naxalitů v Indii
- 1968 Invaze vojsk Varšavské smlouvy do Československa
- 1969 Fotbalová válka
- 1969 Čínsko-sovětské konflikty
- 1969 Moro konflikt
- 1969 Komunistické povstání na Filipínách
- 1969–1970 Sovětská vojenská podpora egyptských islamistů
- 1970 Konflikt na Západní Sahaře
- 1971 Černé září v Jordánsku
- 1971 Bangladéšská válka za nezávislost
- 1971 Indicko-pákistánská válka (1971)
- 1973 Jomkipurská válka
- 1974 Turecká invaze na Kypr
- 1974–1975 Druhá kurdsko-irácká válka
- 1974–1990 Válka v Eritreji
- 1974–1991 Občanská válka v Etiopii
- 1975 Indonéská invaze do Výchoho Timoru
- 1975–1989 Vietnamská invaze do Kambodže
- 1975–1990 Libanonská občanská válka
- 1975–2002 Angolská občanská válka
- 1976–1983 Špinavá válka
- 1976–1992 Občanská válka v Mosambiku
- 1977 Libyjsko-egyptská válka
- 1977–1978 Etiopsko-somálská válka
- 1978–1979 Ugandsko-tanzanská válka
- 1978 Libyjsko-čadská válka
- 1978 Sovětská válka v Afghánistánu
- 1979–1989 Sovětská válka v Afghánistánu
- 1978 Čínsko-vietnamská válka
- 1980 Ozbrojený konflikt v Peru
- 1979–1992 Salvadorská občanská válka
- 1980–1988 Irácko-íránská válka
- 1982–1986 Ugandská občanská válka
- 1982 Válka o Falklandy
- 1982 První libanonská válka
- 1984 Kurdsko-turecký konflikt
- 1983–2009 Občanská válka na Srí Lance
- 1983 Invaze na Grenadu
- 1983–2005 Druhá súdánská občanská válka
- 1985 Válka o Agacher
- 1987 Povstání Boží armády odporu
- 1988–1994 První válka o Náhorní Karabach
- 1989–1990 Invaze Spojených států amerických do Panamy
- 1989–1996 První liberijská občanská válka

### Od roku 1990
- 1990–1991 Válka v Zálivu
- 1990–1993 Občanská válka ve Rwandě
- 1990–1995 Tuaregšké povstání (1990-1995)
- 1991–1994 Občanská válka v Džibutsku
- 1991–1995 Občanská válka v Jugoslávii
  - 1991 Slovinská válka za nezávislost
  - 1991–1995 Chorvatská válka za nezávislost
  - 1992–1995 Válka v Bosně a Hercegovině
- 1991–2002 Občanská válka v Sierra Leone
- 1991–2002 Občanská válka v Alžírsku
- od 1991 Občanská válka v Somálsku
  - 1993 Operace Gothic Serpent
- 1991–1993 Občanská válka v Gruzii
- 1992 Válka v Podněstří
- 1993 Ruská ústavní krize 1993
- 1993–2005 Občanská válka v Burundi
- 1992 Válka v Podněstří
- 1992 Válka v Jižní Osetii
- 1992–1997 Občanská válka v Tádžikistánu
- 1993 Gruzínsko-abchazský konflikt
- 1994–1996 První čečenská válka
- 1995 Cenepská válka
- 1996–2006 Občanská válka v Nepálu
- 1997 Albánská občanská válka
- 1997–1998 První válka v Kongu
- 1998 Šestidenní válka (Abcházie)
- 1998 Operace Desert Fox
- 1998–2000 Etiopsko-eritrejská válka
- 1998–2003 Druhá válka v Kongu
- od 1998 Povstání al-Kaidy v Jemenu
- 1999 Kárgilská válka
- 1999 Válka v Kosovu (Operace Spojenecká síla)
- 1999 Druhá čečenská válka
- 2000–2005 Druhá intifáda

## 21. století
- 2001 Konflikt v Makedonii
- 2001 Kodorská krize (2001)
- 2001 Islamistické povstání v Nigérii
- od 2001 Operace Trvalá svoboda (Válka proti terorismu)
  - Válka v Afghánistánu (2001–2021)
- 2002–2007 První občanská válka v Pobřeží slonoviny
- 2003–2010 Válka v Iráku
  - 2003–2011 Povstání v Iráku
- 2003–2009 Konflikt v Dárfúru
- od 2003 Konflikt v Balúčistánu (oživení)
- od 2004 Válka v severozápadním Pákistánu
- od 2004 Občanská válka ve Středoafrické republice
- od 2004 Válka v deltě Nigeru
- od 2004 Konflikt v jižním Thajsku
- 2004–2014 Povstání v Sa'ada
- od 2004 Konflikt v Kivu
- 2004 Adžárská krize
- 2004–2013 Nepokoje v Kosovu
- 2005–2010 Druhá občanská válka v Čadu
- od 2006 Mexická drogová válka
- 2006 Druhá libanonská válka
- 2008 Válka v Jižní Osetii
- 2008 Invaze na Anjouan
- 2008–2009 Válka v Gaze
- od 2009 Nomádské konflikty v Súdánu
- od 2009 Povstání na severním Kavkaze
- od 2009 Povstání v jižním Jemenu
- 2010–2011 Druhá občanská válka v Pobřeží slonoviny
- 2011 První občanská válka v Libyi
  - 2011 Vojenská intervence v Libyi
- od 2011 Občanská válka v Sýrii
- od 2011 Povstání na Sinaji
- od 2011 Post-intervenční násilí v Iráku
- od 2011 Poválečné násilí v Libyi
- 2011–2012 Krize v severním Kosovu
- 2012 Operace Pilíř obrany
- 2012–2013 Operace Linda Nchi (část Občanské války v Somálsku)
- 2012–2013 Konflikt v severním Mali
- 2012–2013 Povstání M23
- od 2013 Občanská válka v Jižním Súdánu
- 2014 Krymská krize
- 2014–2022 Válka na Donbase
- 2014–2020 Druhá občanská válka v Libyi
- 2014 Operace Ochranné ostří
- 2014 Občanská válka v Iráku (2014–2017) (též: Sunnitské povstání v Iráku)
- 2014 Válka proti Islámskému státu
- 2015 Vojenská intervence v Jemenu
- 2015 Kurdsko-turecký konflikt
- 2018 Občanská válka ve Středoafrické republice
- 2019 Operace Pramen míru
- 2019 Krize v Perském zálivu 2019–2020
- 2020 Druhá válka o Náhorní Karabach
- 2020–2022 Válka v Tigraji
- od 2022 Ruská invaze na Ukrajinu
- od 2022 Ofenzíva M23
- od 2023 Súdánská válka
- 2023 Vzpoura Wagnerovy skupiny
- 2023 Třetí válka o Náhorní Karabach
- od 2023 Válka v Pásmu Gazy
- od 2023 Krize v Rudém moři
- od 2023 Operace Prosperity Guardian
- od 2024 Íránsko-izraelský konflikt (2024)
- od 2024 Izraelská invaze do Libanonu
- 2024 Bitva o Damašek
- od 2024 Izraelská invaze do Sýrie
- od 2025 Indicko-pákistánská krize
- 2025 Indicko-pákistánský konflikt
- 2025 Izraelsko-íránská válka